# 요도역 (사이타마현)
요도역(일본어: 用土駅)은 일본 사이타마현 오사토군 요리이정에 있는 동일본 여객철도(JR 동일본) 하치코 선의 역이다.

## 타는 곳
|               | ■하치코 선 | 요리이·오가와마치·고마카와 방면 |
| 다카사키 방면 | ■하치코 선 |                                 |

## 인접한 역
동일본 여객철도
■하치코 선
요리이 - 요도 - 마쓰히사